# 抗日胜利芷江洽降旧址
抗日胜利芷江洽降旧址位于中国湖南省怀化市芷江侗族自治县芷江镇七里桥村，是1945年8月21日，中日双方芷江洽降的所在地。抗日胜利芷江洽降旧址境內包括芷江受降纪念坊、中國戰區總受降舊址、中国人民抗日战争胜利受降纪念馆、蕭毅肅陳列室等建築。

## 中国人民抗日战争胜利受降纪念馆
中国人民抗日战争胜利受降纪念馆建築面積1,500平方米，於1995年正式對外開放。建築分上下兩層，共有3個展廳。

## 中國戰區總受降舊址
中國戰區總受降舊址始建於1938年，包括中國陸軍總司令部舊址和何應欽辦公室舊址。

## 芷江受降纪念坊

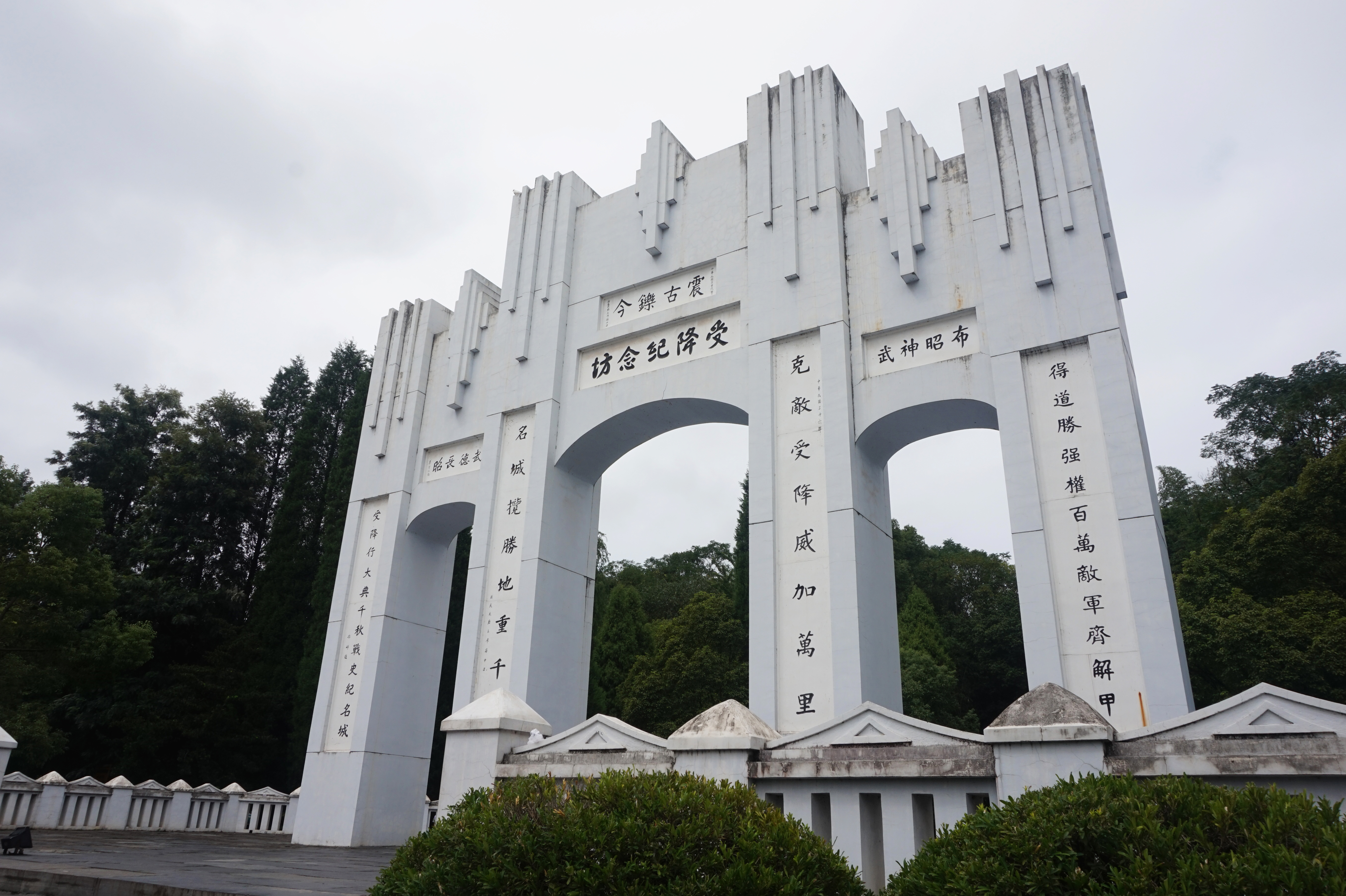
受降纪念坊

芷江受降纪念坊位于中国湖南省怀化市芷江侗族自治县，为纪念抗日战争胜利及芷江洽降而建立的建筑物。

### 历史
初建于1946年2月，1947年8月建成，文革期間的1966年10月被毁，1985年按原貌修复。由于修复原貌失真，在2010年按老照片原貌重建修复。

### 结构
纪念坊为芷江明山贡石雕砌的牌坊，四柱三拱门结构，正南北向，高8.5米，宽10.64米，厚1.16米，牌坊造型是一个“血”字。
正面中间刻有“震古铄今”四个字，下面是“受降纪念坊”5字。
坊柱上有两副对联。中联是蒋介石题的：
| “ | 克敌受降威加万里 名城揽胜地重千秋 | ” |
|   |                                   |   |

侧联是李宗仁题：
| “ | 得道胜强权百万敌军齐解甲 受降行大典千秋战史记名城 | ” |
|   |                                                   |   |

背面上端中间刻有“万古流芳”4个大字。下端是一段铭文，记述了日本投降的历史背景。
坊柱上有何应钦的一副对联：
| “ | 名城首受降实可知扶桑试剑富士扬鞭还输一着 胜地倍生色应推倒铜柱记功燕然勒石独有千秋 | ” |
|   |                                                                                   |   |

## 藏品
- 九屉办公桌，双人沙发，木靠背椅：按照芷江受降事件原貌摆设。

## 特色活动
中国芷江·国际和平文化节

## 其他现存受降旧址
- 奎虚书藏，曾作为第十一战区山东受降点
- 国民政府第六战区受降堂旧址，曾作为第六战区受降点
- 太和殿，曾作为第十一站区北平受降点
- 抗日战争胜利浙江受降纪念馆，曾作为第三战区受降点
- 湖南大学科学馆，曾作为第四受降区受降点
- 东部战区大礼堂（原为中华民国南京市中央陆军军官学校大礼堂），第二次世界大战中国战区受降仪式举行地

## 相关
- 芷江受降
- 抗日战争